# Engaño ovni de Morristown

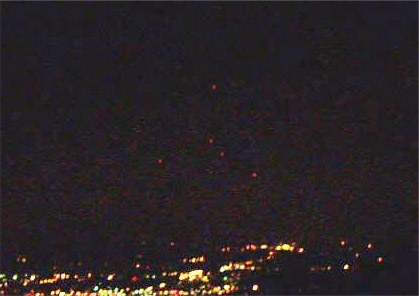
Las 5 luces rojas avistadas en los cielos de Morristown.

El engaño ovni de Morristown fue una serie de eventos que involucraron misteriosas luces rojas flotantes en el cielo, y que ocurrieron por primera vez cerca de Morristown (Nueva Jersey), el lunes 5 de enero de 2009, entre las 20:15 y las 21 horas de la noche. Dichas luces rojas llegaron a observarse se observaron más tarde en otras cuatro noches, las de los días 26 de enero, 29 de enero, 7 de febrero y 17 de febrero de 2009. Más tarde se reveló que todos estos eventos eran un engaño perpetrado por Joe Rudy y Chris Russo, quienes describieron dicho evento como un experimento social, con la ambición de exponer que la ufología es una pseudociencia y crear conciencia sobre la falta de fiabilidad de las afirmaciones de testigos oculares.
Rudy y Russo lanzaron cinco luces de bengala unidas a globos de helio que se pudieron contemplar en el condado de Morris. Los informes de avistamientos se concentraron, además de Morristown, en Hanover, Morris Plains, Madison y Florham Park.
El 5 de enero de 2009, a las 20:28 horas, el departamento de policía del municipio de Hanover recibió la primera de varias llamadas al 911. Los departamentos de policía vecinos también recibieron numerosas llamadas telefónicas con respecto al avistamiento de luces extrañas. El teniente de policía de Morristown Jim Cullen alertó al aeropuerto de Morristown sobre un posible peligro para los aviones. Los trabajadores de la torre de control del aeropuerto informaron haber visto las luces en el cielo, pero no pudieron determinar cuáles eran. La policía de Hanover también contactó al aeropuerto de Morristown para intentar recoger los objetos en el radar, pero sin éxito.
Las principales redes de noticias locales cubrieron la historia, y diversos sitios web publicaron información sobre el incidente. El 1 de abril de 2009, Rudy y Russo presentaron pruebas en vídeo que demostraban que eran los autores de este engaño, demostrando lo fácil que era engañar a los llamados "expertos" en ovnis. El 7 de abril de 2009, Russo y Rudy se declararon culpables de los cargos de ordenanza municipal por conducta desordenada y fueron condenados a multas de 250 dólares y 50 horas de servicio comunitario.

## Revelación del engaño

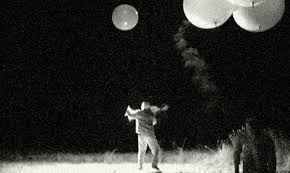
Foto de Joe Rudy y Chris Russo lanzando el globo con la bengala y preparando otros lanzamientos.

El 1 de abril de 2009, Rudy y Russo hicieron público el anuncio de que habían perpetrado este engaño para "mostrar a todos lo poco confiables que son las cuentas de testigos oculares, junto con los investigadores de los ovnis". La revelación llegó en forma de un artículo escrito por los dos hombres y publicado en línea por la revista Skeptic. Rudy y Russo describieron en detalle cómo y por qué perpetraron este engaño, y proporcionaron enlaces a varios vídeos que mostraban cómo fueron los preparativos, el lanzamiento y la posterior cobertura y participación de los medios.

## Exposición en los medios
Dos hombres del área de Morristown afirmaron ver las luces mientras conducían por la avenida Hanover en Morris Plains. Grabaron varios vídeos y tomaron diversas fotografías, que fueron publicadas en medios, sitios web, blogs y en YouTube. Los propios Rudy y Russo fueron entrevistados en News 12, canal de noticias de Nueva Jersey, donde ofrecieron lo que luego se revelaría como un relato ficticio de su avistamiento. Desde entonces se han presentado como los autores del engaño que resultó en los avistamientos de Morristown. En la entrevista, Russo declaró: "Estábamos conduciendo por Hanover, cuando de repente vemos estas luces literalmente sobre nuestro auto". Rudy declaró: "Las luces parecían ascender y descender casi en una secuencia. Se levantaban lentamente y bajaban".
Una familia en el municipio de Hanover informó haber visto las luces desde su casa. Kristin Hurley, de 11 años, fue la primera en notar las luces. Paul Hurley, un piloto, vio las luces y dijo que no eran aviones. La familia Hurley tomó un vídeo de las luces, que apareció en varias transmisiones de noticias, incluidas cadenas tan destacadas como Fox News.
Un residente de Morristown dijo que vio una formación en forma de L que oscilaba en el cielo. El hombre fue entrevistado por el diario Daily Record del condado de Morris y declaró que, lo que vio "no parecía hecho por el hombre" y "de ninguna manera podrían haber sido globos meteorológicos". Otro testigo de Hanover afirmó ver las luces mientras paseaba a su perro en Madison en torno a las 20:38 horas. Dijo que las luces no parecían ser bengalas porque "no dejaron rastros". También dijo que a veces parecían moverse contra el viento. "Estas cosas se movían rápido, mantenían la formación y luego se movían en tres direcciones diferentes; no sé qué era", expuso.

## Explicaciones iniciales y teorías
Antes de que Rudy y Russo se presentaran y confesaran ser los autores del engaño, había diversas explicaciones para el origen de luces, desde naves extraterrestres, fenómenos sobrenaturales o espirituales, helicópteros que transportaban carga, un dirigible de vigilancia, un proyecto militar secreto o un engaño elaborado.
El departamento de policía de Morristown había declarado que las luces eran probablemente bengalas de carretera conectadas a globos de helio, aunque los testigos y muchos otros residentes del condado de Morris no estaban de acuerdo con esta afirmación.
Los reporteros de News 12 contactaron a Peter Davenport, quien ha sido director del Centro Nacional de Informes de ovnis desde 1994. Por teléfono, comentó en antena que la Administración Federal de Aviación (FAA) requiere que los aviones tengan una sola luz roja en la punta izquierda del ala. No creía que fuera un avión. Además de servir en su puesto como director, Davenport había servido como director de investigaciones en Washington de la Mutual UFO Network.
Una fuente especuló que las luces rojas podrían haber sido linternas del cielo lanzadas durante una celebración.

## Nuevos incidentes
Después del incidente inicial del 5 de enero, Rudy y Russo aumentaron la atención de los medios al repetir el engaño cuatro veces más en varias partes del condado de Morris, Nueva Jersey. Los engaños y avistamientos posteriores tuvieron lugar el 26 de enero, 29 de enero, 7 de febrero y 17 de febrero.
El grupo de luces más grande ocurrió el 17 de febrero. Se informó que nueve luces rojas viajaban en formación. Poco después de ese avistamiento, el capitán Jeff Paul y el portavoz del fiscal del condado de Morris, Robert A. Bianchi, dijeron que las autoridades federales habían expresado su preocupación por el que los objetos podrían ser una amenaza para los vuelos en su aproximación al Aeropuerto Internacional Libertad de Newark. La Administración Federal de Aviación informó que emitirían un aviso a las aeronaves en el área. Paul dijo que se recibieron "numerosas" llamadas al 911 en la noche del 17 de febrero desde los municipios de Morris Plains, Morristown, Morris, Hanover, Denville, Parsippany-Troy Hills y Montvilley. Las luces parecían estar viajando hacia el norte y los controladores de tráfico aéreo en el aeropuerto de Morristown informaron que parecían estar a una altitud de aproximadamente 2.500 pies (760 m.).
Dorian Vicente, de 46 años, de Parsippany, dijo que las luces redujeron el tráfico en la Ruta 80 en Denville a las 20:40 mientras la gente los observaba flotando en lo alto. Había nueve luces, dijo, y se dispersaron al principio. Luego dijo que se alinearon en línea recta. Fue entonces cuando ella y varios otros autos se detuvieron a un lado de la carretera para tratar de capturar las luces en vídeo. "Fue lo más extraño", dijo. Ray Vargas, testigo de las luces el 17 de febrero, fue entrevistado por los medios de comunicación y declaró: "Si es un engaño, es un engaño realmente bueno. No hubo bengalas, ni rayas... eran casi como si fueran comunicarse entre sí".
Los funcionarios de la oficina del fiscal del condado de Morris llamaron al ejército y determinaron que no había vuelos militares en el área. La oficina del fiscal también contactó a las Fuerzas Aéreas, a la Oficina de Seguridad Nacional y Preparación y al Centro de Inteligencia de Operaciones Regionales de la Policía Estatal de Nueva Jersey.

## Críticas por el engaño
El fiscal Robert Bianchi usó lo que llamó un "enfoque medido" y presentó cargos por desorden, en lugar de cargos de delitos procesables. Bianchi criticó a los acusados por malgastar recursos policiales, presentar una amenaza de incendio y una amenaza de aviación. Los acusados negociaron y recibieron una multa de 250 dólares cada uno y 50 horas de servicio comunitario en la Comisión de Recreación de Hanover.
Las reacciones se mezclaron sobre el engaño después de que Rudy y Russo revelaron los detalles. Sharon Begley de Newsweek escribió un artículo elogiando el engaño por engañar a los "expertos" y los creyentes de los ovnis, y elogiando a los falsificadores al concluir su artículo con "Muy bien hecho, muchachos".
El Center for Inquiry pintó el engaño de manera positiva, preguntándose si "¿deberían los escépticos hacer bromas y bromas, incluso para demostrar un punto escéptico? ¿Deberían los escépticos engañar al público, o es una violación de la ética que finalmente perjudica la posición escéptica?".